# Abbas Hariri
Abbas Hariri (pers. عباس حریری) – irański zapaśnik walczący w stylu wolnym. Olimpijczyk z Londynu 1948, gdzie zajął szesnaste miejsce w kategorii 79 kg.